# 13 січня
13 січня — 13-й день року в григоріанському календарі. До кінця року залишається 352 дні (353 дні — у високосні роки).

## Свята і пам'ятні дні

### Міжнародні
- Алжир,  Білорусь,  Боснія і Герцеговина,  Грузія,  Марокко,  Північна Македонія,  Росія,  Сербія,  Туніс,  Чорногорія: Переддень Старого Нового року.
  -  Білорусь: Щедрий вечір.
- Фінляндія,  Швеція: День Святого Кнута[en].

### Національні
- Литва: День захисників свободи.
- Монголія: День Конституції.
- Кабо-Верде: День демократії.
- США: День пам’яті Стівена Фостера.
- Уельс: Старий Новий рік[1][2].

### Релігійні

#### Західне християнство
- Пам'ять святих Вероніки Міланської[en], Еліана Валлійського[en], Іларія Піктавійського, Мунґо Глазгійського та Ремігія[3].

#### Східне християнство[4]
- Пам'ять мучеників Єрмила та Стратоніка, Петра Анійського;
- Пам'ять преподобного Якова Низибійського.

#### Індуїзм
- Лохрі.

## Іменини
✝  Католицькі: Вероніка, Еліан, Іларій, Мунґо, Ремігій.
✙ Православні: Єрмил, Стратонік, Петро, Яків.

## Події
- 1510 — московське військо ввійшло до Пскова. Знищена Псковська республіка.
- 1610 — Галілео Галілей відкрив четвертий супутник Юпітера, який згодом отримав назву Каллісто. Третій за величиною супутник у Сонячній системі, розміром приблизно з Меркурій.
- 1681 — між Османською імперією, Кримським ханством та Московським царством укладений Бахчисарайський мирний договір за наслідками війни 1676—1681 рр.; він встановлював перемир'я між країнами терміном на 20 років, а Османська імперія визнала Україну за Московією.
- 1854 — Фаас Ентоні з Філадельфії запатентував новий музичний інструмент — акордеон.
- 1910 — з Нью-Йорка пролунала перша публічна радіотрансляція, під час якої звучали голоси Енріко Карузо та інших зірок Метрополітен-опери.
- 1919 — у Києві Директорія УНР затвердила закон про заклик військових до дійсної служби.
- 1928 — у трьох будинках в містечку Шенектейді (штат Нью-Йорк) компанії RCA і General Electric встановили перші експериментальні телевізори для демонстрації можливостей прийому телесигналу в домашніх умовах.
- 1934 — у Радянському Союзі запроваджено новий вчений ступінь — «кандидат наук».
- 1936 — у Варшаві оголошені вироки на судовому процесі проти 12-ти членів ОУН. Степан Бандера, Микола Лебідь і Ярослав Карпинець засуджені до смертної кари, заміненої довічним ув'язненням.
- 1942 — почалося примусове вивезення населення України в Німеччину (остарбайтери).
- 1942 — Конференція представників союзних країн, окупованих Німеччиною, що відбулася в Лондоні, прийняла декларацію про покарання військових злочинців.
- 1943 — Адольф Гітлер видав директиву про тотальну мобілізацію матеріальних засобів та людських ресурсів Німеччини.
- 1949 — радянська пропаганда оприлюднила фейкову інформацію про те, що агентурна розвідка здобула в Пентагоні і Ленглі план нападу на СРСР — Операція «Дропшот» (Dropshot).
- 1950 — СРСР почав бойкот Ради Безпеки ООН після відхилення пропозиції замінити Республіку Китай комуністичним урядом КНР.
- 1953 — у радянських газетах «Правда» та «Известия» опубліковано повідомлення ТАРС про розкриття «змови кремлівських лікарів, винних у смерті вищих керівників КПРС, радянського уряду та збройних сил»: дев'ять провідних лікарів, більшість з яких євреї, звинувачувались у вбивстві секретаря ЦК Андрія Жданова та начальника ГПУ Радянської армії Олександра Щербакова. Через три місяці, уже після смерті Сталіна, «справу лікарів» було оголошено фальсифікацією, а з підозрюваних, двоє з яких померло під час слідства, знято обвинувачення.
- 1957 — компанія Wham-O почала випуск фризбі.
- 1965 — Губернатор штату Міннесота (США) Карл Ролваг та мер Міннеаполісу Артур Нафталін підписали прокламації про проголошення 22 січня «Днем української незалежності».
- 1989 — у всій Великій Британії комп'ютери були вперше паралізовані вірусом «Friday the 13th» («П'ятниця, 13-те»), відомим також під назвою «Jerusalem», котрий періодично активізується в дні, коли 13 число припадає на п'ятницю.

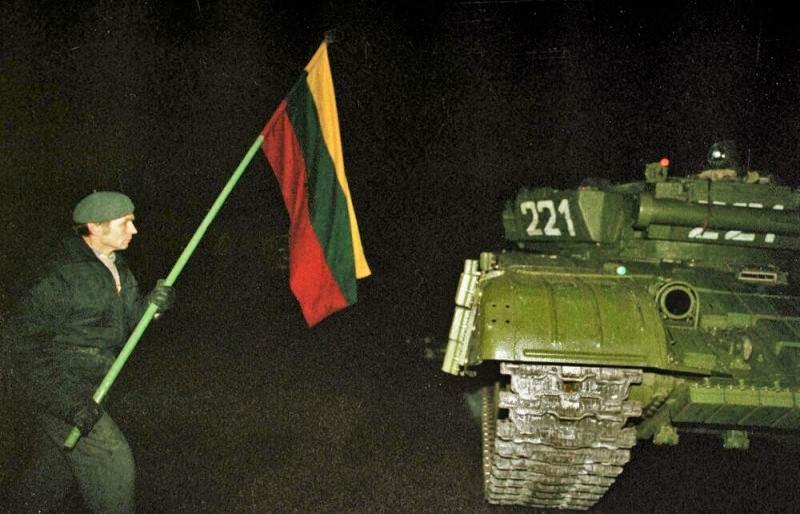
Чоловік з литовським прапором перед радянським танком. 13 січня 1991

- 1991— у литовській столиці Вільнюсі підрозділ КДБ «Альфа» штурмував міський телецентр і телевежу, що призвело до загибелі 15 литовців і одного спецпризначенця. У Литві цей день відзначається як день оборони свободи.
- 1992 — Україна та Королівство Швеція встановили дипломатичні відносини.
- 1992 — Республіка Кіпр визнала незалежність України.
- 1993 — у Парижі представники 130 країн підписали «Конвенцію про заборону розробки, виробництва, накопичення і застосування хімічної зброї і її знищення».
- 1999 — 36-річний Майкл Джордан, легенда американського баскетболу, офіційно оголосив, що залишає команду «Чикаго Буллз» і припиняє професійну кар'єру баскетболіста.
- 2000 — про свою відставку з поста глави компанії «Microsoft» заявив її співзасновник і багаторічний керівник Білл Гейтс.
- 2010 — Апеляційний суд міста Києва визнав, що Сталін, Молотов, Каганович, Постишев, Косіор, Чубар і Хатаєвич організували геноцид частини українців, але закрив справу у зв'язку з їх смертю.
- 2015 — Теракт під Волновахою в ході російської збройної агресії проти України.

## Народились

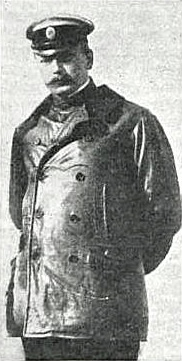
Левко Мацієвич

Дивись також Категорія:Народились 13 січня
- 1596 — Ян ван Гоєн, видатний нідерландський художник-пейзажист XVII століття.
- 1598 — Франсуа Мансар, французький архітектор, представник бароко.
- 1749 — Фрідріх Мюллер, німецький поет і живописець.
- 1804 — Поль Гаварні, французький графік, карикатурист.
- 1827 — Микола Бекетов, український фізико-хімік, професор кафедри хімії Харківського університету (1855—1887), започаткував харківську фізико-хімічну школу. Батько українського архітектора Олексія Бекетова. Брат ботаніка Андрія Бекетова.
- 1842 — Василь Мова, український (кубанський) письменник, поет, драматург.
- 1845 — Фелікс Тіссеран, французький астроном.
- 1859 — Костіс Паламас, новогрецький поет, белетрист і критик. Засновник Нової Афінської школи.
- 1864 — Він Вільгельм, австрійський фізик, лауреат Нобелівської премії (1911) за дослідження явищ випромінювання і поглинання абсолютно чорним тілом (закон Віна).
- 1875 — Володимир Сінгалевич, український політично-громадський діяч, правник.Левко Мацієвич
- 1877 — Левко Мацієвич, український інженер-конструктор, винахідник, політичний діяч; перший український авіатор.
- 1877 — Софі Такер, американська співачка, актриса, комедіантка і радіоведуча українського походження.
- 1893 — Павло Гарячий, український військовий діяч, сотник Армії УНР.
- 1893 — Хайм Сутін, французький художник першої половини 20 століття, родом з Білорусі, представник Паризької школи.
- 1894 — Євген Онацький, провідний діяч ОУН, громадський діяч, журналіст і науковець.
- 1904 — Натан Мільштейн, український і американський скрипаль-віртуоз єврейського походження.
- 1919 — Любов Мала, українська лікарка, академік НАН України.
- 1924 — Ролан Петі, французький танцівник і хореограф
- 1969 — Стівен Хендрі, шотландський спортсмен-більярдист, семиразовий чемпіон світу зі снукеру.
- 1972 — Віталій Щербо, білоруський гімнаст, шестиразовий переможець Олімпійських ігор (1992).
- 1977 — Орландо Блум, англійський кіноактор («Володар перснів», «Пірати Карибського моря», «Царство небесне», «Троя»).

## Померли

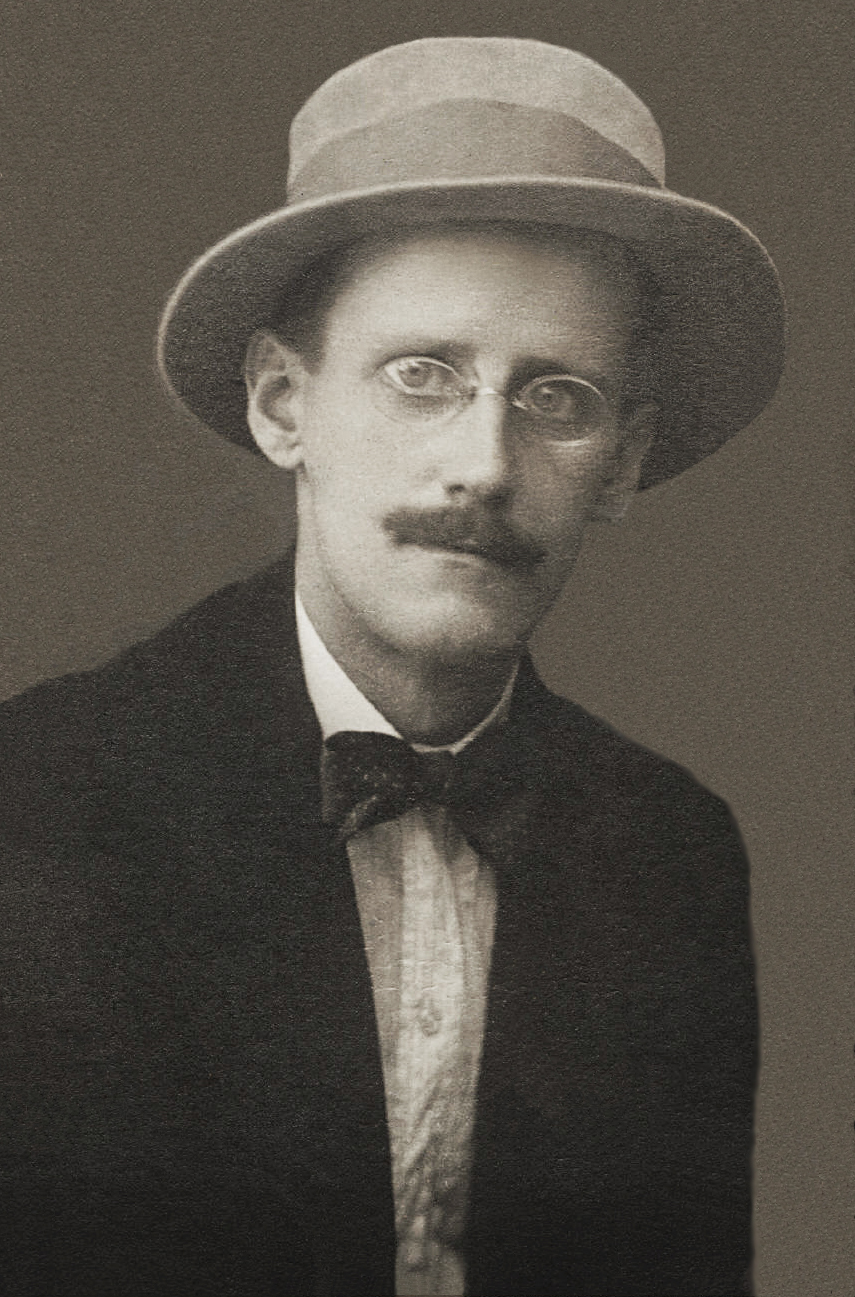
Джеймс Джойс

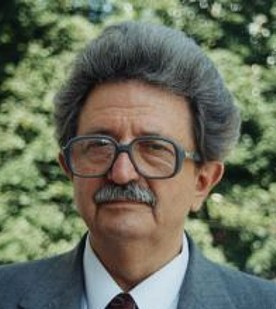
Михайло Горинь

Дивись також Категорія:Померли 13 січня
- 1599 — Едмунд Спенсер, англійський поет.
- 1625 — Ян Брейгель старший, фламандський художник епохи бароко.
- 1833 — Андрій Меленський, український архітектор російського походження, перший головний архітектор міста Києва.
- 1916 — Сергій Уточкін, видатний одеський льотчик, спортсмен, один з найперших одеських футболістів.
- 1940 — Михайло Ситенко, український хірург-ортопед, травматолог, ім'я якого носить Український науково-дослідний інститут ортопедії та травматології у Харкові. Працював у галузі воєнно-польової хірургії, кісткової пластики, травматології, опрацював низку оригінальних операцій.
- 1941 — Джеймс Джойс, ірландський письменник, прозаїк-новатор XX століття («Дублінці», «Портрет художника замолоду», «Улісс»).
- 1943 — Василь Івахів, перший Шеф Штабу УПА, загинув у боях з німцями біля Колок.
- 1943 — Софі Тойбер-Арп, швейцарська художниця, дизайнер, скульптор та танцівниця. Працювала у таких напрямках як дадаїзм та абстракціонізм. Дружина художника і скульптора Ганса Арпа.
- 1946 — Джо Кітон, американський комедійний актор.
- 1971 — Олександр Касименко, заступник головного редактора УРЕ, український радянський історик, доктор історичних наук, професор.
- 1982 — Марсель Камю, Французький кінорежисер і сценарист.
- 2013 — Михайло Горинь, український правозахисник, дисидент і політв'язень радянських часів, Народний депутат України 1-го скликання.